# Ippesheim
Ippesheim è un comune tedesco di 1 113 abitanti, situato nel land della Baviera.